# Trebania glaucinalis
Trebania glaucinalis es una especie de polilla perteneciente a la familia de los pirálidos, descrito por primera vez por George Francis Hampson habiendo sido descrita en 1906, con distribución en China.